# Arthur Melo
Arthur Henrique Ramos de Oliveira Melo (phát âm tiếng Bồ Đào Nha: [ˈaʁtuʁ ẽ.ˈʁi.ki ˈʁɐ.muʃ d͡ʒi o.li.ˈvej.ɾɐ]; sinh ngày 12 tháng 8 năm 1996), thường được biết đến với tên gọi Arthur Melo hay Arthur, là một cầu thủ bóng đá chuyên nghiệp người Brazil hiện đang thi đấu ở vị trí tiền vệ cho câu lạc bộ Serie A Juventus và đội tuyển bóng đá quốc gia Brazil.
Sinh ra ở Goiânia, Arthur Melo bắt đầu sự nghiệp của mình với Grêmio, và giành Copa Libertadores vào năm 2017. Anh đã ký hợp đồng với Barcelona với mức phí ban đầu là 31 triệu euro vào năm 2018. Arthur gia nhập câu lạc bộ Ý Juventus vào năm 2020.
Arthur Melo đã có trận ra mắt cho Brasil vào năm 2018 sau khi chơi cho đội trẻ U-17 Brasil. Anh sau đó là một thành viên của đội vô địch Copa América 2019.

## Sự nghiệp câu lạc bộ

### Grêmio

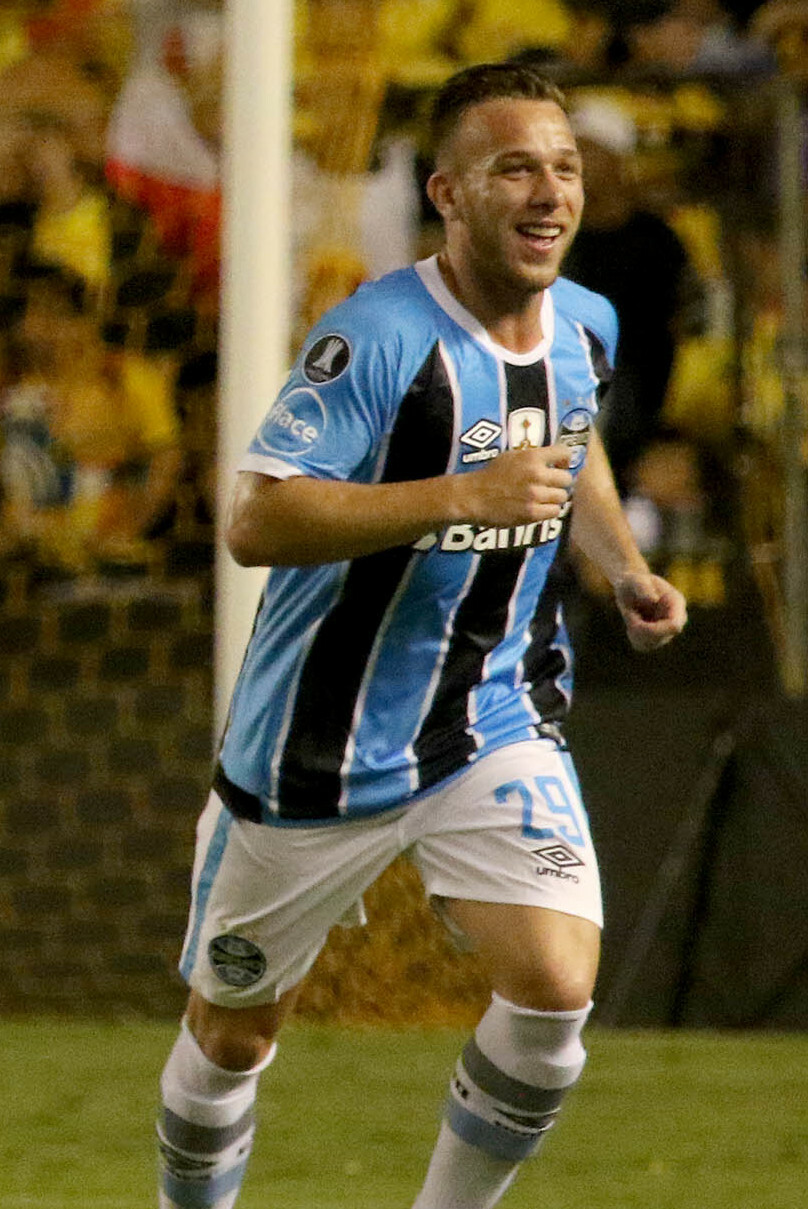
Arthur thi đấu cho Grêmio năm 2017

Arthur Melo bắt đầu sự nghiệp của mình với câu lạc bộ quê nhà Kells Celtic ở tuổi 12. Năm 2010, sau khi được phát hiện trong một giải đấu trẻ, anh chuyển đến Grêmio.
Vào tháng 1 năm 2015, sau những màn trình diễn ấn tượng của anh ấy tại Copa São Paulo de Futebol Júnior, Arthur được đôn lên từ đội trẻ của Grêmio dưới sự dẫn dắt của huấn luyện viên đội một Luiz Felipe Scolari. Anh ấy bất ngờ bắt đầu trong trận ra mắt đội đầu tiên của mình, trước Aimoré cho Campeonato Gaúcho. Tuy nhiên, anh bị thay ra ở hiệp một bởi hậu vệ cánh người Argentina Matías Rodríguez và không có thêm trận nào trong mùa giải đó. Năm 2016, Arthur ra mắt giải đấu trong trận đấu cuối cùng của mùa giải, trận thua 0-0 trên sân nhà trước Botafogo , thay thế Kaio trong hiệp hai.
Năm 2017, Arthur Melo trở thành suất thường xuyên của đội một sau chuỗi phong độ tốt ở Primeira Liga và Campeonato Gaúcho. Trong trận ra mắt Copa Libertadores, trận hòa 1-1 trên sân khách trước Club Guaraní, anh đã được vinh danh là cầu thủ xuất sắc nhất trận đấu sau khi hoàn thành 40 đường chuyền, với tỷ lệ thành công ấn tượng là 100%. Phong cách chơi bóng và lối chơi của anh ấy được so sánh với các tiền vệ Tây Ban Nha Andrés Iniesta và Thiago, và thu hút sự quan tâm từ các câu lạc bộ châu Âu như Chelsea, Barcelona và Atlético Madrid. Vào tháng 5, Arthur ghi bàn thắng chuyên nghiệp đầu tiên, bàn mở tỷ số trong chiến thắng 3-1 trước Fluminense tại Copa do Brasil. Vào tháng 7, anh ghi bàn thắng đầu tiên tại giải đấu, bàn thắng thứ hai trong chiến thắng 3-1 trước Vitória trên sân khách. Vào tháng 11, được CONMEBOL bầu chọn là cầu thủ xuất sắc nhất trận lượt về chung kết Copa Libertadores với Lanús, dù chỉ thi đấu 50 phút do chấn thương.

### Barcelona
Vào ngày 11 tháng 3 năm 2018, Barcelona đã đạt được thỏa thuận với Grêmio về việc chuyển nhượng Arthur Melo. Đội bóng Tây Ban Nha đã đồng ý trả một khoản phí ban đầu là 31 triệu euro cộng với 9 triệu euro cho các biến số bổ sung. Arthur ký hợp đồng sáu năm và chính thức trở thành cầu thủ của Barça vào ngày 9 tháng 7 năm 2018. Vào ngày 28 tháng 7, Arthur ghi bàn thắng trong trận ra mắt trước Tottenham Hotspur trong một trận giao hữu trước mùa giải.
Arthur Melo đã có trận ra mắt thi đấu tại Supercopa de España 2018 vào ngày 12 tháng 8, trong đó Barcelona giành chiến thắng 2-1 trước Sevilla. Arthur ra mắt giải đấu trong trận đấu đầu tiên của mùa giải, cũng là lần đầu tiên anh kiến tạo cho câu lạc bộ trong chiến thắng 3–0 trước Alavés. Vào ngày 31 tháng 8 năm 2019, Arthur ghi bàn thắng đầu tiên cho Barcelona trong trận hòa 2-2 trên sân khách trước Osasuna.

### Juventus
Vào ngày 29 tháng 6 năm 2020, Barcelona thông báo rằng họ đã đạt được thỏa thuận với Juventus về việc chuyển nhượng Arthur theo hợp đồng 5 năm với giá 72 triệu euro, cộng với 10 triệu euro tùy biến; thỏa thuận cũng được điều phối với một vụ trao đổi Miralem Pjanić. Anh có trận ra mắt câu lạc bộ tại Serie A vào ngày 27 tháng 9, vào sân thay người trong trận hòa 2–2 trên sân khách trước Roma.

#### Liverpool (mượn)
Vào ngày 1 tháng 9 năm 2022, Liverpool công bố bản hợp đồng cho mượn Arthur. Juventus quy định rằng Liverpool đã trả 4,5 triệu euro phí cho mượn, với tùy chọn mua cầu thủ với giá 37,5 triệu euro khi kết thúc khoản mượn một năm.

## Sự nghiệp quốc tế
Arthur Melo đã đại diện cho Brasil ở cấp độ U-17. Anh là một thành viên của đội U-17 Brasil được chọn để thi đấu tại Giải vô địch bóng đá U-17 Nam Mỹ 2013.
Vào ngày 15 tháng 9 năm 2017, Arthur Melo đã nhận được lần đầu tiên được gọi vào đội tuyển Brasil để đối đầu với Bolivia và Chile cho vòng loại FIFA World Cup 2018. Vào tháng 5 năm 2018, anh có tên trong danh sách dự bị cho FIFA World Cup 2018.
Anh ấy đã có trận ra mắt quốc tế trước Hoa Kỳ trong chiến thắng 2–0 giao hữu vào ngày 7 tháng 9 năm 2018 khi vào sân thay người. Trận đấu đầu tiên của cầu thủ người Brasil là trước El Salvador trong chiến thắng 5–0 vào ngày 12 tháng 9. Tite ca ngợi lối chơi của tiền vệ này rằng: "Anh ấy luôn tìm ra đường thoát tốt nhất, đường chuyền tốt nhất". Ngay cả khi anh ấy không hỗ trợ, anh ấy vẫn đưa ra đường chuyền sẽ giúp ích cho một cầu thủ."
Vào tháng 5 năm 2019, Arthur Melo có tên trong danh sách 23 người của Brasil tham dự Copa América 2019 trên sân nhà. Trong trận Chung kết Copa América 2019 với Peru vào ngày 7 tháng 7, tại Sân vận động Maracanã, Arthur đã kiến tạo để Gabriel Jesus ghi bàn thắng ấn định chiến thắng ở cuối hiệp một; trận đấu cuối cùng kết thúc với chiến thắng 3–1 nghiêng về Brasil.
Arthur Melo ghi bàn thắng quốc tế đầu tiên cho Brasil vào ngày 17 tháng 11 năm 2020, bàn mở tỷ số trong chiến thắng cuối cùng 2–0 trên sân khách trước Uruguay tại vòng loại FIFA World Cup 2022.

## Phong cách thi đấu
—Cựu tiền vệ Barcelona Xavi nhận xét về Arthur
Arthur Melo có khả năng chơi như một tiền vệ lùi sâu, tiền vệ trung tâm, tiền vệ box-to-box, và đôi khi cũng là một tiền vệ tổ chức. Sự nhanh nhẹn, khả năng kỹ thuật, rê bóng và di chuyển - cả trong và ngoài bóng - cho phép anh ấy tạo ra khoảng trống và kiểm soát dòng chảy của lối chơi ở hàng tiền vệ, trong khi tầm nhìn đặc biệt, khả năng chơi và chuyền bóng chính xác cho phép anh ấy giữ bóng, tạo cơ hội, và thực hiện những đường chuyền quyết định cho đồng đội. Vào năm 2020, cựu tiền vệ Enzo Maresca tuyên bố rằng anh cảm thấy Arthur phù hợp nhất với vai trò tiền vệ tấn công hoặc tiền vệ công.

## Thống kê sự nghiệp

### Câu lạc bộ
Tính đến ngày 11 tháng 5 năm 2022
| Câu lạc bộ          | Mùa giải            | Giải vô địch        | Giải vô địch | Giải vô địch | Giải vô địch bang | Giải vô địch bang | Cúp quốc gia | Cúp quốc gia | Cúp liên đoàn | Cúp liên đoàn | Châu lục | Châu lục | Khác | Khác | Tổng cộng | Tổng cộng |
| Câu lạc bộ          | Mùa giải            | Hạng đấu            | Trận         | Bàn          | Trận              | Bàn               | Trận         | Bàn          | Trận          | Bàn           | Trận     | Bàn      | Trận | Bàn  | Trận      | Bàn       |
| ------------------- | ------------------- | ------------------- | ------------ | ------------ | ----------------- | ----------------- | ------------ | ------------ | ------------- | ------------- | -------- | -------- | ---- | ---- | --------- | --------- |
| Grêmio              | 2015                | Série A             | 0            | 0            | 1                 | 0                 | 0            | 0            | —             | —             | —        | —        | —    | —    | 1         | 0         |
| Grêmio              | 2016                | Série A             | 1            | 0            | 0                 | 0                 | —            | —            | —             | —             | 0        | 0        | —    | —    | 1         | 0         |
| Grêmio              | 2017                | Série A             | 27           | 1            | 4                 | 0                 | 5            | 1            | —             | —             | 12       | 0        | 2    | 0    | 50        | 2         |
| Grêmio              | 2018                | Série A             | 7            | 1            | 7                 | 3                 | 1            | 0            | —             | —             | 3        | 0        | —    | —    | 18        | 4         |
| Grêmio              | Tổng cộng           | Tổng cộng           | 35           | 2            | 12                | 3                 | 6            | 1            | —             | —             | 15       | 0        | 2    | 0    | 70        | 6         |
| Barcelona           | 2018–19             | La Liga             | 27           | 0            | —                 | —                 | 7            | 0            | —             | —             | 9        | 0        | 1    | 0    | 44        | 0         |
| Barcelona           | 2019–20             | La Liga             | 21           | 3            | —                 | —                 | 3            | 1            | —             | —             | 4        | 0        | 0    | 0    | 28        | 4         |
| Barcelona           | Tổng cộng           | Tổng cộng           | 48           | 3            | —                 | —                 | 10           | 1            | —             | —             | 13       | 0        | 1    | 0    | 72        | 4         |
| Juventus            | 2020–21             | Serie A             | 22           | 1            | —                 | —                 | 2            | 0            | —             | —             | 7        | 0        | 1    | 0    | 32        | 1         |
| Juventus            | 2021–22             | Serie A             | 20           | 0            | —                 | —                 | 4            | 0            | —             | —             | 6        | 0        | 1    | 0    | 31        | 0         |
| Juventus            | Tổng cộng           | Tổng cộng           | 42           | 1            | —                 | —                 | 6            | 0            | —             | —             | 13       | 0        | 2    | 0    | 63        | 1         |
| Liverpool (mượn)    | 2022–23             | Premier League      | 0            | 0            | —                 | —                 | 0            | 0            | 0             | 0             | 0        | 0        | —    | —    | 0         | 0         |
| Tổng cộng sự nghiệp | Tổng cộng sự nghiệp | Tổng cộng sự nghiệp | 125          | 6            | 12                | 3                 | 22           | 2            | 0             | 0             | 41       | 0        | 5    | 0    | 205       | 11        |

1. 1 2  Ra sân tại Copa Libertadores
2. ↑  Ra sân tại Primeira Liga
3. 1 2 3 4  Ra sân tại UEFA Champions League
4. ↑  Ra sân tại Supercopa de España
5. 1 2  Ra sân tại Supercoppa Italiana

### Quốc tế
Tính đến ngày 29 tháng 3 năm 2022
| Đội tuyển quốc gia | Năm   | Trận | Bàn |
| ------------------ | ----- | ---- | --- |
| Brasil             | 2018  | 6    | 0   |
| Brasil             | 2019  | 14   | 0   |
| Brasil             | 2020  | 1    | 1   |
| Brasil             | 2022  | 1    | 0   |
| Total              | Total | 22   | 1   |

Kể từ trận đấu diễn ra ngày 17 tháng 11 năm 2020. Tỷ số Brazil được liệt kê đầu tiên, cột điểm cho biết tỷ số sau mỗi bàn thắng của Arthur.
| # | Ngày                 | Địa điểm                                | Trận | Đối thủ | Tỷ số | Kết quả | Giải đấu                      | Nguồn  |
| - | -------------------- | --------------------------------------- | ---- | ------- | ----- | ------- | ----------------------------- | ------ |
| 1 | 17 tháng 11 năm 2020 | Estadio Centenario, Montevideo, Uruguay | 21   | Uruguay | 1–0   | 2–0     | Vòng loại FIFA World Cup 2022 | [ 34 ] |

## Danh hiệu
Grêmio
- Copa do Brasil: 2016[2]
- Copa Libertadores: 2017[2]
- Recopa Sudamericana 2018[2]
- Campeonato Gaúcho: 2018, 2019[2]

Barcelona
- La Liga: 2018–19[2]
- Supercopa de España: 2018[2]

Juventus
- Coppa Italia: 2020–21[35]
- Supercoppa Italiana: 2020

Brazil
- Copa América: 2019[36]

Cá nhân
- Campeonato Brasileiro Série A Team of the Year: 2017[37]
- Campeonato Brasileiro Série A Best Newcomer: 2017[37]
- South American Footballer of the Year: 2017 (3rd place)[38]
- Copa América Team of the Tournament: 2019[39]
- FIFA FIFPro World11 nominee: 2019 (11th midfielder)[40]